# فاوستو فاوست
فاوستو فاوست (بالإنجليزية: Fausto Fawcett)‏ (10 مايو 1957، ريو دي جانيرو في البرازيل)؛ صحفي، كاتب سيناريو وروائي برازيلي.

## روابط خارجية
- فاوستو فاوست على موقع IMDb (الإنجليزية)